# Salomo Glassius
Salomo Glassius (né le 20 mai 1593 à Sondershausen, mort le 27 juillet 1656 à Gotha) est un théologien luthérien allemand.

## Biographie
Il est le fils de Balthasar Glaß, intendant de la principauté de Schwarzbourg-Sondershausen, et son épouse Anna Maria Müller. Il fait des études à l'université d'Iéna puis va à l'université de Wittemberg et retourne à Iéna, où il est devenu l'élève préféré de Johann Gerhard qui l'héberge.
Sous son parrainage, Glassius obtient un magister en 1617, un poste d'adjoint à la faculté de philosophie de l'académie et, en 1621, est professeur d'hébreu et de grec. En 1625, il est nommé surintendant de Sondershausen, est docteur de théologie en 1625 puis succède à Gerhard comme professeur de théologie à l'université d'Iéna.
En 1640, il accepte l'offre d'Ernest de Saxe-Gotha de surintendant général de Saxe-Gotha. Il joue alors un rôle important dans la reconstruction des temples et des écoles détruits lors de la guerre de Trente Ans.
Après avoir abandonné l'académie d'Iéna en tant que recteur de l'alma mater en 1625 et 1639, il participe au développement de l'herméneutique biblique et écrit une littérature catéchétique, exégétique, homilétique. Après la mort de Gerhard, il contribue à l'édition de la Bible de Weimar. Grâce à sa pratique théologique, fondée sur la « doctrine pure » de la Bible, il est considéré comme un père intellectuel d'August Hermann Francke.
Il se fait enterrer au premier cimetière de Gotha. Lors de sa destruction en 1874, ses ossements sont placés dans l'église des Augustins.

### Source de la traduction
- (en) Cet article est partiellement ou en totalité issu de l’article de Wikipédia en anglais intitulé « Salomo Glassius » (voir la liste des auteurs).